# (10485) 1984 SY5
1984 أس واي 5 (ويعرف أيضًا باسم (10485) 1984 أس واي 5 وفق تسمية الكوكب الصغير) (بالإنجليزية: 1984 SY5)‏ هو كويكب ضمن حزام الكويكبات؛ وترتيبه 10485 من حيث الاكتشاف.
اكتُشف هذا الجُرم الفلكي بواسطة هنري ديبهون في 21 سبتمبر 1984.

## وصلات خارجية
- (10485) 1984 SY5 في قاعدة بيانات مختبر الدفع النفاث لأجرام النظام الشمسي الصغيرة

- الاكتشاف · مخطط المدار ·  العناصر المدارية · المعلمات المادية

- (10485) 1984 SY5 على موقع ويكي سكاي: DSS2, SDSS, GALEX, IRAS, Hydrogen α, X-Ray, Astrophoto, Sky Map, Articles and images